# Okjeo
Okjeo – państwo plemienne powstałe na terenach wybrzeża Morza Japońskiego. Zajmowało teren dzisiejszej prowincji Hamgyŏng (współcześnie w Korei Północnej), od południa granicząc z innym państwem – Tongye. Państwo było założone na terenie administrowanym przez chiński Lintun, a  poprzednio okupowanym przez lud Imdun. Oba państwa – Okjeo oraz Tongye, zostały w późniejszym okresie wchłonięte przez Goguryeo.
Zachowało się tylko kilka informacji o Okjeo. Wiadomo np. że praktykowali aranżowane małżeństwa – panna młoda od dziecka mieszkała z rodziną przyszłego pana młodego. Ich system polityczny nie był monarchią. Język podobny był do tego używanego w państwach Goguryeo oraz Buyeo.
W I lub II w. n.e. król Taejo zredukował Okjeo do lenna Goguryeo. W 285 roku do Okjeo uciekli synowie i bracia króla państwa Buyeo. Przypuszcza się, że w tym czasie Okjeo osiągnęło pewien poziom niezależności.